# Bitva u Žďáru
Bitva u Žďáru (německy Schlacht bei Soor) se uskutečnila 30. září 1745 během druhé slezské války v okolí obce Hajnice nedaleko Trutnova ve východních Čechách. Svůj název získala podle blízké vesnice Žďár (Horní Žďár).

## Pozadí
Po vítězné bitvě u Hohenfriedebergu 4. června 1745 se pruský král Fridrich II. se svou armádou stáhl a vrátil se do vnitrozemí Čech, pronásledován ustupující rakousko-saskou armádou pod velením knížete Karla Lotrinského. Mezi oběma armádami docházelo po dobu tří měsíců během jejich postupu k menším potyčkám. Velká část saských vojsk se následně oddělila od svých spojenců Rakušanů, aby útokem ze svého území ohrozila sasko-pruskou hranici. Fridrich II. na to reagoval rozdělením svých sil. Císařovna Marie Terezie Karla nutila k uskutečnění rozhodného útoku, jeho vojsko bylo ale příliš početně oslabeno odchodem saských vojsk. Karel považoval svoji armádu za příliš slabou k ofenzívě a v dalších krocích jednal opatrně.
V polovině září byla pruská armáda konfrontována s váznutím zásobování a stáhla se proto až na česko-slezskou hranici, aby před začátkem zimy mohla nahradit své výpadky díky rabování na území nepřítele. 19. září zaujala pruská armáda postavení u Studence nedaleko Trutnova (Burkersdorf). O tři dny později se na místo dostali Rakušané a zbývající saské jednotky a rozbili svůj tábor poblíž Jaroměře. Obě armády byly od sebe vzdáleny 18 kilometrů. V následujících sedmi dnech provedl princ Karel za přítomnosti polních maršálů prince Lobkowitze a prince Leopolda Filipa Arenberga několik válečných porad s cílem překvapit a porazit pruskou armádu v jejich ležení.

## Průběh bitvy

### Rakouský plán nájezdu
Princ Karel vyhodnotil pruskou situaci, zhoršenou vyčerpáním vojska, jako zoufalou.  Naplánoval čelní útok pravidelných jednotek, zatímco lehká vojska by měla obejít tábor, což by vyvolalo zmatek. Odpor se stěží očekával, protože strmě svažitý terén na západ byl pro případný pruský protiútok nepříznivý. V údolí v přesunech bránily bažinaté louky, rybníky a malé zalesněné oblasti, komplikující klasické tvoření vojenských formací. Pokud by se Lotrinskému nepřítele podařilo zatlačit na východ, zdejší vodní překážky, ohraničené neprůchodným královským lesem na jihu, by vyvolaly mezi Prusy nepředvídatelný a chaotický ústup. Rakouská armáda měla oproti tomu k útoku vynikající postavení.

### Rozmístění vojsk

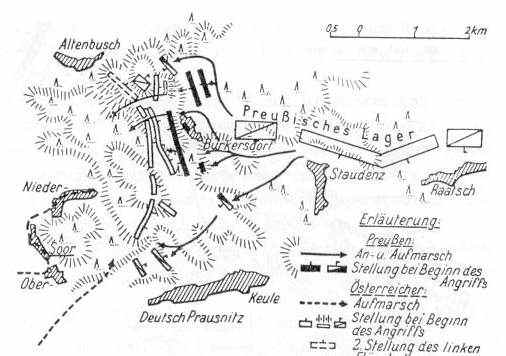
Postavení vojsk na začátku bitvy

Na levém křídle spojenců stál polní maršál princ Lobkowitz připraven s 10 pěšími prapory, 15 granátnickými rotami, 30 eskadronami a 15 granátnickými jízdními rotami. Jeho pozice krylo též 16 těžkých děl umístěných na a poblíž vrchu Hranná. Převážná část armády stála jižně od Hranné ve dvou vojích soustředěných na nepřítele s další těžkou baterií jihozápadně od Trutnova, vše pod velením polního maršála Herzoga von Arenberga. Toto takzvané pravé křídlo bylo vymezeno 6 jezdeckými pluky pod velením generála kavalérie Hohenema na kraji levého křídla. Celkem tak měla na bojišti rakousko-saská armáda soustředěno asi 42 000 mužů. Kvůli různým časům příchodu k bojišti nebyly všechny tyto jednotky na svých výchozích pozicích včas, zejména pravé křídlo bylo v ranních hodinách 30. září stále pozadu.
Fridrich byl ráno 29. září informován o přiblížení nepřítele. Na pruské straně převládala víra, že princ Karel jim chce zablokovat ústup do Slezska. Když měl pak být následujícího dnem kolem páté hodiny ráno vydán rozkaz k opuštění tábora a ústupu do Slezska, obdrželo pruské velení zprávy, že rakousko-saská armáda byla umístěna západně od tábora a připravuje se k boji. Fridrich okamžitě nechal své jednotky připravit na bitvu, která se vytvořila v pozoruhodném spěchu. Téměř 22 000 Prusů tak očekávalo útok nepřítele téměř dvakrát tak silného.

### Bitva
Ve středu bojů byl vrch Hranná severně od Trutnova dominující okolní rovině mezi Trutnovem a Novým Rokytníkem. Bitva začala pruským útočným nájezdem kavalérie vedeným polním maršálem von Buddenbrockem na rakouské pozice na Hranné po páté hodině ráno. Skupina vyjela z pruského tábora a zamířila k Novému Rokytníku, aby se poté otočila na západ a mohla tak trochu objet Hrannou ze severu. Pokud ještě ráno byla nad krajinou mlha, zmizela s vycházejícím sluncem. To umožnilo rakouským těžkým dělům pálit na Graner Koppe, výsledkem čehož byly značné ztráty mezi Buddenbrockovými jezdci. Pod touto kanonádou mimo jiné padl jeden z majitelů pruských pluků Georg Vivigenz von Wedel.
Ve stejnou dobu se na východním svahu Hranné zformovala pěchota generálmajora Blankenseeho, aby zaútočila zepředu na rakouská děla. Kolem osmé hodiny, nyní od severu směrem k pozicím spojenců, pronikla von Buddenbrockova kavalérie do formace rakousko-saské jízdy, překvapivým útokem vyvolala rozruch a zahnala Rakušany na ústup zpět do lesa. Princ Lobkowitz byl vážně zraněn a převezen do týlu poté, co byli jeho muži napadeni výše stojící pěchotou na levém křídle. Mezitím se pruská pěchota pod velením generála Blankensee, přicházející z východu, dostala do vzdálenosti 150 metrů od rakousko-saské baterie. Kvůli velkým ztrátám se ale zastavila a nakonec musela ustoupit, když se proti nim energicky postavil plukovník Benda a pět granátnických společností. Sám generál Blankensee zde nakonec našel smrt.
Pluky Wedel, Tresckow, Finck a Anhalt zaostaly oproti plánu druhého setkání, které následovalo po prvním s pluky La Motte, Blankensee a Geist. Prusové tím byli schopni zastavit postupující Bendovu pěchotu intenzivní dělostřeleckou pelotonovou palbou a poté se útokem na bodáky vlomili do rakousko-saských řad a obsadili baterii na vrcholu Hranného. Silná jízda spojenců na Hranném tomu nemohla čelit a nedokázala tak vlastní baterii ani pěchotu podpořit: kvůli terénu nemohla rozvinout útočnou formaci, navíc neobdržela žádný rozkaz čelit nepříteli. Místo toho se tak obrátila na útěk. Pouze polní maršál poručík Preysing se v 9:30 pokusil, jako plukovník Benda, přivést se svými třemi dragounskými pluky protiútok, ovšem bez úspěchu.
Fridrich, který tak ovládl rozhodující vyvýšeninu bitevního pole a rozbil levé křídlo svého protivníka, chtěl nyní dobýt nepřátelské pozice ze severu. Tuto myšlenku však nemohl uskutečnit, protože spojenecká vojska se přiblížila k Trutnovu a obsadila jej. Fridrichova armáda se tak dala do pohybu, minula Trutnov a prošla na západ od města před druhou těžkou rakousko-saskou baterií. Těžká palba této baterie a stoupající terén, který pluky musely překonat, způsobily zpomalení pruského postupu a jejich ztráty rychle rostly. Generálmajor princ Ferdinand von Braunschweig-Wolfenbüttel, navzdory předchozímu zranění z boje, osobně velel úspěšné operaci obsazení baterie. Pluky prince Xavera, Botty, Bayreutha a Vette, vedené polním maršálem princem von Sachsen-Gotha, bojovaly dlouho a vytrvale, ale nakonec ani ony nedokázaly zvládnout tlak, který nyní působil současně ze severu i východu a měl dát přednost v jízdě.
Zatímco ve středu jeho voje zuřil boj, Fridrich mohl převelet uvolněnou jízdu na jeho pravé křídlo a také jízdu prince z Anhaltu stojícího na levém křídle proti nepříteli jižně od Trutnova a zrychlit tak svůj ústup. Pěší pluky Damnitz a Kolowrat byly zcela rozptýleny. Mnoho z nich bylo Rakušany zajato. 36 spojeneckých skvadron, které stály nedaleko, se nevysvětlitelně vyhýbaly útočícím Prusům a zůstaly neaktivní.
Odtržený sbor spojenců chorvatského generála Nadasdyho, který měl obejít nepřítele a vpadnout mu do týla, pouze zaútočil na pruský tábor, který byl toho rána narychlo evakuován. Do jejich rukou se dostala pruská válečná pokladna s hotovostí 200 000 tolarů, zajati bylo členové pruské vlády a služebnictvo, které doprovázelo armádu, a různá zavazadla. Minul však své skutečné poslání být pro Prusy skutečnou strategickou hrozbou za frontovou linií. Poslední boje tedy skončily kolem 13:00.
Ztráty ve spojeneckých rakousko-saských jednotkách činily 214 důstojníků a 7 230 mužů, z nichž bylo 36 důstojníků a 3 072 mužů bylo zajato. Bylo ztraceno 19 děl a 8 vlajek. Prusové ztratili 145 důstojníků a 3 766 mužů, z nichž bylo zabito téměř 900 mužů. Při útoku na tábor také přišli o vlajku a dělo.

## Důsledky bitvy
Historici a odborníci se dodnes podivují, jak se pruské kavalérii podařilo na koních zaútočit na kopec Hranná. Zdá se nesporné, že pouze disciplína vojáků a silná zvířata mohla dosáhnout takového úspěchu. Třiasedmdesátiletý polní maršál Buddenbrock, zasloužilý bojovník v mnoha střetech a bitvách, později prohlásil, že nebyl během své kariéry vystaven žádné těžší dělostřelecké palbě než východně od Hranné při své jízdě na výchozí pozice k pozdějšímu útoku kavalérie. Fridrich II. zpětně řekl: Je mnohem čestnější být zničen tím, že se draho prodáte, než zahynout při ústupu, který se mohl zvrhnout v hanebný útěk.
Rakouský polní maršál Lobkowitz byl po bitvě obviňován z nedostatku odvahy k protiútoku na vlastní jízdu na levém křídle, když pruská jízda postupovala do útoku.
Bitva u Žďáru také poprvé přitáhla pozornost ke dvěma významným vojenským osobnostem pruské armády příštích let. Šlo o třiadvacetiletého majora von Seydlitze, který si brzy ráno všiml a nahlásil se svou jednotkou pohyby rakousko-saského vojska, a o jedenadvacetiletého podporučíka von Möllendorfa, který se vyznamenal v bojích jižně od Burkersdorfu, ve voji prince Ferdinanda ke konci bitvy jižně od Trutnova a byl králem pochválen přímo na bojišti.
Strategický úspěch Prusů byl malý. Ačkoli princ Karl byl nucen ustoupit, Fridrich od samého začátku plánoval přestěhovat vojsko do svých zimovišť ve Slezsku a nikoli v Čechách. Z politického hlediska Fridrich vyhrál ještě méně, neboť mírová jednání byla velmi vzdálená. Jednak kvůli táhnoucím se vnitropolitickým bojům ve Spojeném království, jeho ustupující vojsko bylo pak stále výrazně slabší a vyčerpané. Rakušany a Sasy nebylo pak možné zastavit od dalšího směřování jejich armád směrem do Braniborska, srdce Pruska. Taktický a morální úspěch Fridrichových vojsk byl však nesmírně vysoký, protože jeho početně slabší vojsko dokázalo vydobýt nad nepřítelem výrazně dominantní pozici.